# کرند غرب
کِرِندِ غرب مرکز شهرستان دالاهو و از توابع استان کرمانشاه در غرب ایران است. این شهر بر سر راه کرمانشاه و اسلام‌آباد غرب به سرپل ذهاب و قصر شیرین واقع شده‌است.

## تقسیمات کشوری
کرند تا سال ۱۳۸۴ مرکز بخش کرندغرب در شهرستان اسلام‌آباد غرب بود. در سال ۱۳۸۴ کرند به همراه ریژاو، گهواره و دهستان‌های تابعه به شهرستان دالاهو ارتقاء یافتند.

## پیشینه
در اوستا آمده که ضحاک در سرزمینی به نام بَوْری (که آن را با تردید بابل کنونی دانسته‌اند) (اوستا، ۱/۳۰۳؛ دوستخواه، ۹۴۹، ۱۰۳۶) و نیز در کْویرینْتَ (اوستا، ۱/۴۵۱؛ دوستخواه، ۱۰۳۶) به ستایش ایزدان آناهیتا و وای می‌پرداخته است. کویرینته را همان کرند کنونی دانسته‌اند.

## جمعیت

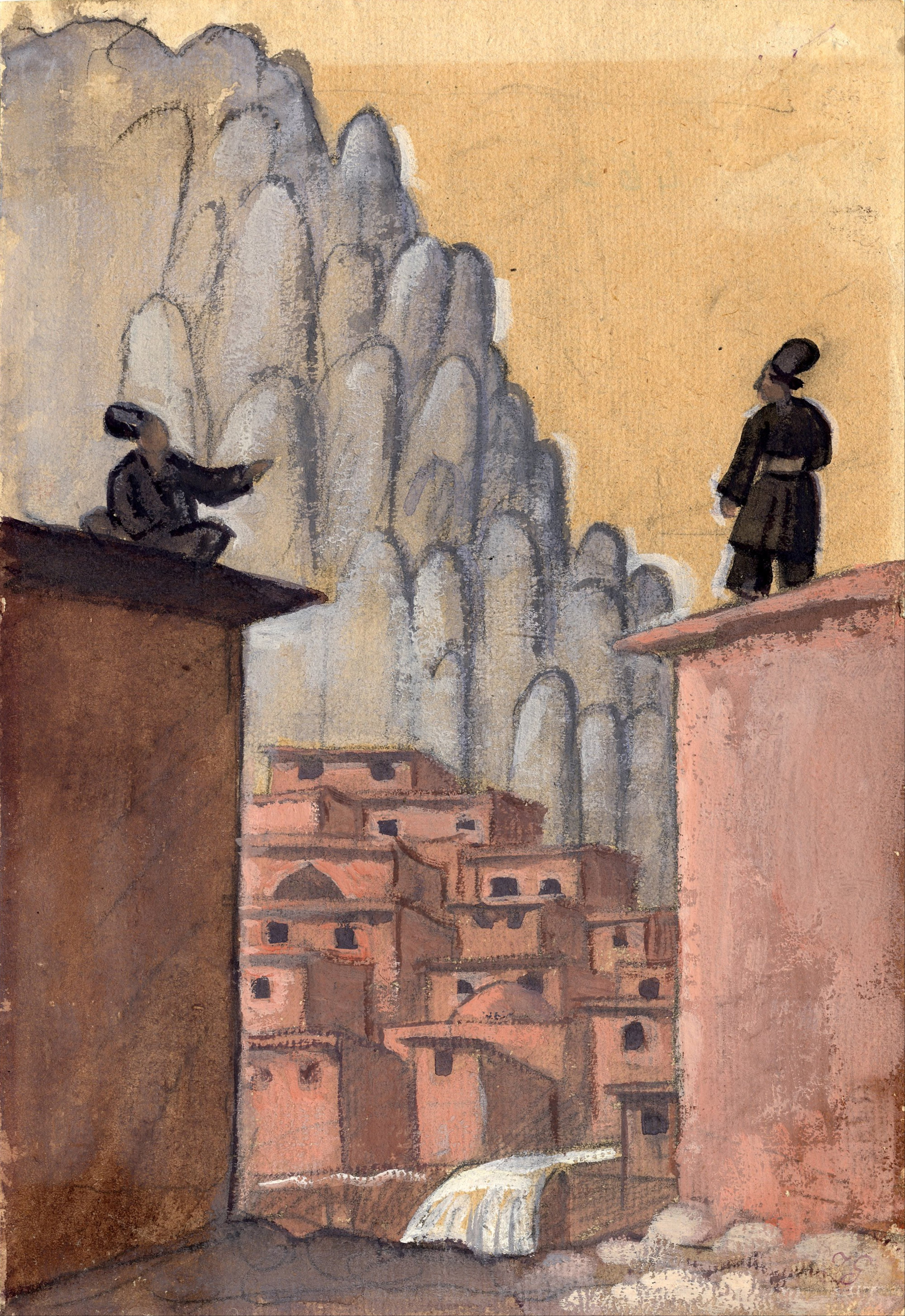
- تابلو نقاشی آبرنگ و گواش از شهر کرند که توسط یک ستوان ارتش انگلیس بنام ژوزف گروسوالد در سال ۱۹۱۶ در زمان جنگ جهانی اول کشیده شده است. این نقاشی در موزه ملی هنر لتونی نگهداری می شود

جمعیت این شهر بنا بر سرشماری سال ۱۳۸۵ مرکز آمار ایران، برابر ۷٬۹۷۲ نفر بوده‌است.

## مردم
مردم شهر کرند اغلب از ایل گوران کرندی هستند که از طوایف یکجانشین تشکیل شده‌است. این ایل در غرب کرمانشاه شهر کرند، در پاطاق، بشیوه و چشمه سفید سکونت دارند. ایل گوران کرندی به چهارده تیره تقسیم‌بندی می‌شود: کرندی، بیونیجی، رشیدعلی، جلالوند، پاتاقی، باباجانی، آینه‌ای، جوزگه‌ای، سرمیلی، شیره‌چیایی (ناودار)، هلته‌ای، یری، چشمه‌سفیدی، خسروبهمنی، نصرآبادی.

### زبان
مردم این شهر و روستاهای تابعه در گذشته به گویش‌های زبان گورانی به‌عنوان زبان اعیانی و نگارشی و گویش‌های کردی جنوبی در میان عوام سخن می‌گفتند. اما امروزه خود شهر به زبان کردی گویش کرندی که شباهت زیادی با گویش اردلانی و و گویش طایفه تفنگچی گوران دارد سخن می‌گویند. اهالی روستاهای اطراف نیز به ندرت به زبان گورانیو بقیه به گویش کرندی و گویشی مشابه مردم ایل کلهر و زنگنه سخن می‌گویند.

#### یهودیان کرند
در کرند اقلیتی از یهودیان نیز زندگی می‌کنند که شمار آن‌ها در دهه‌های اخیر کاهش چشمگیری یافته است. حبیب لوی نوشته‌است که شهر کرند دارای یک کنیسه و یک حمام ویژۀ یهودیان بوده‌است و همچنین در این شهر ۳ جلد تورات وجود داشته و سابقاً یک جلد تلمود نیز داشته‌اند. او می‌گوید یهودیان کرند از یهودیان ذهاب هستند که پس از تخریب این شهر برخی به قصر شیرین و خانقین رفته و برخی دیگر به کرند آمده‌اند. مدرسۀ آلیانس کرند که فعالیتی ناپیوسته و منقطع داشت، پس از چند بار تعطیلی در سال ۱۳۰۵ خورشیدی (۱۹۲۶ میلادی) به طور رسمی تأسیس شد. حبیب لوی می‌نویسد این مدرسه در جنگ جهانی اول و درگیری عثمانی و روس‌ها در کرمانشاه مورد غارت واقع شده و تعطیل شده‌بود.

## تغییرات شهری
در جلسهٔ مورخهٔ ۱۶ دی ۱۳۴۸، شورای عالی شهرسازی برای سه شهر کرند، کلاردشت و دشت نظیر طرح توریستی پیشنهاد کرد. برمبنای این طرح مهندسان مشاور می‌باید مرکزی ییلاقی و بخش‌های عبوری در کرند پیش‌بینی کرده و علاوه بر آن جهت بهبود بافت شهری کرند، مطالعاتی برای بافت باارزش شهری ارائه دهند تا آن بخش از خانه‌های موجود در شهر که قابل نگهداری هستند حفظ شوند. این طرح به مرحلهٔ اجرا درنیامد.

## مکان‌های مقدس
کرند از مراکز دین یارسان است. مقبرهٔ دو تن از شخصیت‌های مقدس این دین به نام پیر بنیامین و پیر موسی در کرند قرار دارد. همچنین زیارتگاه بابایادگار نیز در فاصله‌ای نزدیک از کرند و بین کرند و سرپل ذهاب قرار دارد.

## صنایع دستی
تنبور، سه‌تار، چاقو، ادوات کشاورزی و باغداری، گلیم، گیوه، موج، چادرشب و…
در آذر ۱۴۰۳ معاون صنایع دستی اداره کل میراث فرهنگی استان کرمانشاه از برنامه‌ریزی برای تکمیل و به‌روزرسانی پروندۀ ثبت کرند به عنوان شهر ملی ابزارآلات فلزی خبر داد.

## موزه‌ها
موزۀ تنبور در نوروز ۱۴۰۲ در یکی از خانه‌های قدیمی شهر کرند توسط بخش خصوصی راه‌اندازی شده است. این موزه بخش‌هایی همچون کارگاه ساخت تنبور، آموزش ساخت تنبور و تنبورنوازی و نیز نمایش ساز تنبور را شامل می‌شود و همچنین پیشینۀ تاریخی تنبور، شخصیت‌های بزرگ تنبورنواز و تنبورهای قدیمی برای علاقه‌مندان به این ساز و فرهنگ آن به نمایش درآمده‌ است.